# Franklin (Georgia)
Franklin è una città degli Stati Uniti d'America, situata in Georgia, nella Contea di Heard, della quale è il capoluogo.